# Hymn Zambii
Stand and Sing of Zambia, Proud and Free, znana także jako Lumbanyeni Zambia jest hymnem państwowym Zambii od czasu uzyskania niepodległości w 1964 roku.
Melodię hymnu zapożyczono z popularnej afrykańskiej pieśni Nkosi Sikelel' iAfrika.
|                                               | Bemba | Angielski |
| Pierwsza zwrotka                              | Lumbanyeni Zambia, no kwanga, Ne cilumba twange tuumfwane, Mpalume sha bulwi twa cine, Twaliilubula. Twikatane bonse.                   | Stand and sing of Zambia, proud and free, Land of work and joy in unity, Victors in the struggle for the right, We have won freedom's fight. All one, strong and free.                             |
| Druga zwrotka                                 | Bonse tuli bana ba Africa, Uwasenaminwa na Lesa, Nomba bonse twendele pamo, Twaliilubula. Twikatane bonse.                              | Africa is our own motherland, Fashion'd with and blessed by God's good hand, Let us all her people join as one, Brothers under the sun. All one, strong and free.                                  |
| Trzecia zwrotka                               | Fwe lukuta lwa Zambia lonse, Twikatane tubyo mutende, Pamo nga lubambe mu mulu, Lumbanyeni Zambia. Twikatane bonse.                     | One land and one nation is our cry, Dignity and peace 'neath Zambia's sky, Like our noble eagle in its flight, Zambia, praise to thee. All one, strong and free.                                   |
| Refren (Śpiewany jedynie po trzeciej zwrotce) | Lumbanyeni, Lesa, Lesa, wesu, Apale calo, Zambia, Zambia, Zambia. Fwe bantungwa Mu luunga lwa calo. Lumbanyeni Zambia. Twikatane bonse. | Praise be to God, Praise be, praise be, praise be, Bless our great nation, Zambia, Zambia, Zambia. Free men we stand Under the flag of our land. Zambia, praise to thee! All one, strong and free. |